# Club Municipalidad
El Club Municipalidad es un club deportivo de la ciudad de Córdoba, Argentina. Es administrado por la Municipalidad de Córdoba, bajo la dirección de la Secretaría de Fortalecimiento Vecinal y Deportes, que está a cargo del exbasquetbolista y exvicegobernador de Córdoba, Héctor Campana, desde diciembre de 2023.
Tiene su sede en el barrio Alta Córdoba, donde se desarrollan diversas disciplinas, entre las que se encuentran el fútbol, básquet, vóley, hockey, gimnasia rítmica, gimnasia adaptada y fútbol adaptado.
Entre los deportistas destacados surgidos en la institución se encuentran Lucas Rodríguez, Yohana Aguilar y Facundo Campazzo. Este último le da nombre también al estadio.

## Historia
El Club Municipalidad poco a poco fue tomando importancia en la ciudad, a través de distintas disciplinas. Uno de sus primeros proyectos fue la construcción de una cancha de hockey, presentado en 2001. Finalmente se inauguró en 2013 en el Parque General San Martín.
Entre sus principales logros, destacan el Campeonato Provincial sub-18 de voley en 2018, el tricampeonato del Argentino de Mayores de natación entre 2017 y 2019 y las 17 medallas obtenidas en el Sudamericano de Gimnasia Rítmica en 2024.
Municipalidad recibió además en varias oportunidades el Campeonato Nacional de Saltos Ornamentales y el Selectivo de Gimnasia Rítmica.
En 2018, la voleibolista Florencia De Leonardis fue convocada a la Selección Nacional. La participación más destacada de El Tricolor a nivel nacional llegó en 2023, cuando logró llegar a los cuartos de final de la Liga Federal Femenina.
El fútbol adaptado en Municipalidad está compuesto por Los Guerreros (equipo masculino), Las Guerreras (equipo femenino) y Los Guerreritos (masculino infantil). Muni fue campeón de la Liga Nacional masculina cuatro veces. En 2018, consiguió un campeonato histórico al vencer en la final a River Plate en la final con un gol de Lucas Rodríguez.
Rodríguez, junto con Nicolás Véliz, fueron campeones mundiales del Campeonato Mundial de Fútbol para Ciegos con la Selección Argentina en 2015. Maximiliano Espinillo y Nahuel Heredia, futbolistas del club, repitieron el logro en 2023 y también lograron la medalla de plata en los Juegos Paralímpicos de París 2024.
El equipo de fútbol femenino para ciegas del Club Municipalidad fue el primero creado en el mundo. Fundado en 2009, fue la base de la Selección Argentina campeona del primer Mundial femenino en 2023. Aquel combinado estaba integrado por las jugadoras del club Melisa Alejandra Flores, María Constanza Carrizo, Elena Quinteros, Gracia Sosa y Yohana Aguilar, quien además fue la goleadora del certamen.
El fútbol femenino no adaptado comenzó a participar de los torneos de la Liga Cordobesa de Fútbol en 2021 bajo el nombre Integral Femenino, uniéndose al club Defensores Central Córdoba, que ese año fue campeón. Tuvo su primera participación oficial en 2022 con sus divisiones Primera, Reserva, Sub-17, Sub-15 y Sub-12. Ese año destacó la goleadora Ana Sofía Balcells, máxima artillera del torneo de Primera B.